# 贾汝谦
贾汝谦，山东费县人，清朝政治人物。
贾汝谦曾于1881年接替顾霄汉任崇明县知县一职，1881年由陶清安接任。